# Ociîtkiv, Orativ
Ociîtkiv (în ucraineană Очитків) este localitatea de reședință a comunei Ociîtkiv din raionul Orativ, regiunea Vinnița, Ucraina.

## Demografie
Componența lingvistică a localității Ociîtkiv
     Ucraineană (99,15%)
     Alte limbi (0,85%)
Conform recensământului din 2001, majoritatea populației localității Ociîtkiv era vorbitoare de ucraineană (99,15%), existând în minoritate și vorbitori de alte limbi.